# Telmatoscopus huangae
Telmatoscopus huangae és una espècie d'insecte dípter pertanyent a la família dels psicòdids.

## Etimologia
El seu nom científic fa referència a Yiu-Min Huang.

## Descripció
- Femella: ales amb R4 acabant en un àpex agut, taques als extrems de la nervadura, d'1,80-2,50 mm de longitud i 0,67-0,97 d'amplada; sutura interocular corbada; vèrtex més alt que l'amplada del pont dels ulls; front amb una àrea triangular pilosa; palp núm. 1 cilíndric; fèmur més llarg que la tíbia; espermateca feblement esclerotitzada; placa subgenital amb un únic lòbul i amb la concavitat apical poc fonda; antenes d'1,15-1,32 mm de llargària.
- El mascle no ha estat encara descrit.
- La nervadura de les ales, el cap i les antenes són similars als de Telmatoscopus syncretus. Les diferències entre totes dues espècies rauen principalment en els genitals femenins: la placa subgenital de T. huangae té un sol lòbul amb una concavitat apical feble, mentre que la de T. syncretus està força bilobulada amb una concavitat apical en forma de "V". A més, també hi ha diferències en les estructures de la superfície interior de la placa subgenital i en l'espermateca.[3]

## Distribució geogràfica
Es troba a Nova Guinea.